# Pamela O. Long
Pamela Olivia Long (* 1943) ist eine US-amerikanische Wissenschafts- und Technikhistorikerin.
Long studierte Geschichte an der University of Maryland mit dem Bachelor-Abschluss 1965 und dem Master-Abschluss 1969 und an der Catholic University of America (M.S.W. 1971). Sie wurde 1979 an der University of Maryland in College Park bei Francis C. Haber promoviert (The Vitruvian commentary tradition and rational architecture in the sixteenth century: a study in the history of ideas).
Sie befasst sich mit Wissenschafts- und Technikgeschichte des späten Mittelalters und der Renaissance (besonders in Italien und Rom). Sie arbeitet als unabhängige Historikerin und hatte verschiedene Gastprofessuren (zum Beispiel war sie 2000/2001 Senior Fellow am Dibner Institute, an der University of Maryland und am Hunter College der New York University).
2009 war sie Mitherausgeberin der Aufzeichnungen des Michalli da Ruodo, eines venezianischen Renaissance-Seemanns, der als Ruderer auf einer venezianischen Galeere begann und innerhalb der Marine weit aufstieg. Das Buch erhielt den Eugene S. Ferguston Prize der Society for the History of Technology und den J. Franklin Jameson Prize der American Historical Association.
2014 wurde sie MacArthur Fellow und war Guggenheim Fellow. 2014 erhielt sie die Leonardo da Vinci Medal.

## Schriften (Auswahl)
- (Herausgeber): Science and technology in medieval society, New York Academy of Sciences, 1985
- Technology, Society and Culture in Late Medieval and Renaissance Europe, 1300-1600, Washington D.C. 2000
- Openness, Secrecy, Authorship. Technical Arts and the Culture of Knowledge from Antiquity to the Renaissance, Johns Hopkins University Press, 2001 (erhielt den Morris D. Forkosch Prize)
- Technology and Society in the Medieval Centuries. Byzantium, Islam and the West 500-1300, Washington 2003
- mit Brian Curran, Anthony Grafton, Benjamin Weiss: Obelisk. A History, MIT Press, 2009
- mit David McGee, Alan M. Stahl: The Book of Michael of Rhodes. A Fifteenth-Century Maritime Manuscript, 3 Bände, MIT Press, 2009
- Artisan/Practitioners and the Rise of the New Sciences, 1400-1600, Oregon State University Press, 2011
- Luis Gómez (Hrsg.): The Floods of the Tiber with Additional Documents on the Tiber Flood of 1530, übersetzt von Chiara Bariviera, Pamela O. Long und William L. North, Italica Press, New York 2023.